# Басси, Лео
Лео Басси (Leo Bassi) — итальянский клоун, комедийный актёр и цирковой артист. Его стиль характеризуется провокационностью и критикой  политики и религии (особенно католичества). Он побывал кино- и театральным актёром, клоуном, ведущим, кроме того выступал на телевидении (например, в испанских программах Марсианские хроники и Муравей). Помимо участия в представлениях он создает собственные сатирические перформансы и театрализованные действия, осуждающие политические и некоторые культурные события, например, Bassibus o el Belén de Lavapiés. Также Лео Басси проводит лекции и беседы на близкие ему темы.

## Биография
Родился в Нью-Йорке в 1952 году. Он происходит из итальянской и английской семьи, посвятившей свою жизнь с 1840 года и в течение шести поколений, цирковому искусству. Предок Лео сражался вместе с Гарибальди, а потом создал первый цирк в Тоскане, существующий и в наше время. Его дед, британец Джимми Уилер, стал первым телевизионным комедиантом (выступал на канале BBC), также был звездой в London Palladium. Его отец, Лео Басси-старший, известный жонглёр, работал в США с многими известными артистами, в том числе, Граучо Маркс, Луис Армстронг, Эд Салливан. Также его отец стал одним из первых иностранных клоунов, выступивших в цирке Прайс после гражданской войны в Испании.
Карьера Лео началась, когда ему было 7 лет, в австралийской глубинке. Его родители выступали там с передвижным шоу Sorlies. Перед фермерами и аборигенами разыгрывалась «плохая» версия сказки «Волшебная лампа Аладдина».
Следующие десять лет он провел в гастролях по всему миру. Внутри и около театра, когда это было возможно, собирались желающие научиться жонглировать. К моменту своего семнадцатилетия Лео официально стал выступать в качестве жонглёра вместе с тётей и отцом в семейном трио «El Trio Bassi».
В 23 года карьера Лео заходит в тупик. «Будучи артистом водевиля в 70-е годы нельзя быть уверенным в своем будущем» — думает Лео. Он покидает семейную труппу и пробует строить сольную карьеру комика. В течение 5 лет он выступает с уличным шоу Самый маленький цирк в мире.
В 1978 Басси выступает на нескольких международных театральных фестивалях, и вскоре приобретает популярность, формирует личный стиль провокационной комедии. С этого момента его работа продолжается в различных областях, от уличных сольных выступлений до крупных мероприятий на открытом воздухе, таких как инаугурации и конвенции, не говоря уже о его появлении в многочисленных телевизионных программах всего миру, на различных конференциях.
В 2005 году актёр написал книгу Откровение, вызвавшую бурную реакцию в Испании.